# 1471 год
1471 (ты́сяча четы́реста се́мьдесят пе́рвый) год  по юлианскому календарю — невисокосный год, начинающийся во вторник. Это 1471 год нашей эры, 1‑й год 8‑го десятилетия XV века 2‑го тысячелетия, 2‑й год 1470‑х годов. Он закончился 554 года назад.
| Пн | Вт | Ср | Чт | Пт | Сб | Вс |
|    | 1  | 2  | 3  | 4  | 5  | 6  |
| 7  | 8  | 9  | 10 | 11 | 12 | 13 |
| 14 | 15 | 16 | 17 | 18 | 19 | 20 |
| 21 | 22 | 23 | 24 | 25 | 26 | 27 |
| 28 | 29 | 30 | 31 |    |    |    |

| Пн | Вт | Ср | Чт | Пт | Сб | Вс |
|    |    |    |    | 1  | 2  | 3  |
| 4  | 5  | 6  | 7  | 8  | 9  | 10 |
| 11 | 12 | 13 | 14 | 15 | 16 | 17 |
| 18 | 19 | 20 | 21 | 22 | 23 | 24 |
| 25 | 26 | 27 | 28 |    |    |    |

| Пн | Вт | Ср | Чт | Пт | Сб | Вс |
|    |    |    |    | 1  | 2  | 3  |
| 4  | 5  | 6  | 7  | 8  | 9  | 10 |
| 11 | 12 | 13 | 14 | 15 | 16 | 17 |
| 18 | 19 | 20 | 21 | 22 | 23 | 24 |
| 25 | 26 | 27 | 28 | 29 | 30 | 31 |

| Пн | Вт | Ср | Чт | Пт | Сб | Вс |
| 1  | 2  | 3  | 4  | 5  | 6  | 7  |
| 8  | 9  | 10 | 11 | 12 | 13 | 14 |
| 15 | 16 | 17 | 18 | 19 | 20 | 21 |
| 22 | 23 | 24 | 25 | 26 | 27 | 28 |
| 29 | 30 |    |    |    |    |    |

| Пн | Вт | Ср | Чт | Пт | Сб | Вс |
|    |    | 1  | 2  | 3  | 4  | 5  |
| 6  | 7  | 8  | 9  | 10 | 11 | 12 |
| 13 | 14 | 15 | 16 | 17 | 18 | 19 |
| 20 | 21 | 22 | 23 | 24 | 25 | 26 |
| 27 | 28 | 29 | 30 | 31 |    |    |

| Пн | Вт | Ср | Чт | Пт | Сб | Вс |
|    |    |    |    |    | 1  | 2  |
| 3  | 4  | 5  | 6  | 7  | 8  | 9  |
| 10 | 11 | 12 | 13 | 14 | 15 | 16 |
| 17 | 18 | 19 | 20 | 21 | 22 | 23 |
| 24 | 25 | 26 | 27 | 28 | 29 | 30 |

| Пн | Вт | Ср | Чт | Пт | Сб | Вс |
| 1  | 2  | 3  | 4  | 5  | 6  | 7  |
| 8  | 9  | 10 | 11 | 12 | 13 | 14 |
| 15 | 16 | 17 | 18 | 19 | 20 | 21 |
| 22 | 23 | 24 | 25 | 26 | 27 | 28 |
| 29 | 30 | 31 |    |    |    |    |

| Пн | Вт | Ср | Чт | Пт | Сб | Вс |
|    |    |    | 1  | 2  | 3  | 4  |
| 5  | 6  | 7  | 8  | 9  | 10 | 11 |
| 12 | 13 | 14 | 15 | 16 | 17 | 18 |
| 19 | 20 | 21 | 22 | 23 | 24 | 25 |
| 26 | 27 | 28 | 29 | 30 | 31 |    |

| Пн | Вт | Ср | Чт | Пт | Сб | Вс |
|    |    |    |    |    |    | 1  |
| 2  | 3  | 4  | 5  | 6  | 7  | 8  |
| 9  | 10 | 11 | 12 | 13 | 14 | 15 |
| 16 | 17 | 18 | 19 | 20 | 21 | 22 |
| 23 | 24 | 25 | 26 | 27 | 28 | 29 |
| 30 |    |    |    |    |    |    |

| Пн | Вт | Ср | Чт | Пт | Сб | Вс |
|    | 1  | 2  | 3  | 4  | 5  | 6  |
| 7  | 8  | 9  | 10 | 11 | 12 | 13 |
| 14 | 15 | 16 | 17 | 18 | 19 | 20 |
| 21 | 22 | 23 | 24 | 25 | 26 | 27 |
| 28 | 29 | 30 | 31 |    |    |    |

| Пн | Вт | Ср | Чт | Пт | Сб | Вс |
|    |    |    |    | 1  | 2  | 3  |
| 4  | 5  | 6  | 7  | 8  | 9  | 10 |
| 11 | 12 | 13 | 14 | 15 | 16 | 17 |
| 18 | 19 | 20 | 21 | 22 | 23 | 24 |
| 25 | 26 | 27 | 28 | 29 | 30 |    |

| Пн | Вт | Ср | Чт | Пт | Сб | Вс |
|    |    |    |    |    |    | 1  |
| 2  | 3  | 4  | 5  | 6  | 7  | 8  |
| 9  | 10 | 11 | 12 | 13 | 14 | 15 |
| 16 | 17 | 18 | 19 | 20 | 21 | 22 |
| 23 | 24 | 25 | 26 | 27 | 28 | 29 |
| 30 | 31 |    |    |    |    |    |

## События
- 1350—1490 — Борьба <<трески>> и <<крючков>>. Серия внутренних военных конфликтов, в основном, вокруг титула графа Голландии[1].
- 1432—1479 — Албано-турецкие войны[2].
- 1455—1485 — война Алой и Белой Розы в Англии[3]:
  - 14 апреля — в битве при Барнете английский король Эдуард IV разгромил войска Алой Розы. В ходе битвы погиб командовавший силами Ланкастеров делатель королей граф Уорик[4].
  - 4 мая — в битве у Тьюксбери английский король Эдуард IV одержал окончательную победу Йорков над Ланкастерами в ходе Войны Алой и Белой розы[4].
- 1463—1479 — турецко-венецианская война[5].
- 1464—1472 — Война за штеттинское наследство[6].
- 1466—1478 — Богемская война[7].
- 1467—1477 — Война годов Онин в Японии. Борьба между феодалам[8].
- 1467—1479 — Война священников[9].
- 1467—1488 — войска Ак-Коюнлу разгромили Кара-Коюнлу и завладели Южным Азербайджаном, Арменией, Ираком и Западным Ираном. Столицей Ак-Коюнлу становится Тебриз.
- 1468—1478 — Матьяш Хуньяди вёл войны за Чешское королевство, занял Силезию, Моравию и Лужицы, но Богемию подчинить не сумел[10].
- 1469—1472 — война Бахмани с Виджаянагаром. Бахманидами занят Сангамешвар.
- 1470—1471 — от короля Чампы потребовали признать себя вассалом короля Вьетнама. Когда тот отказался, вьетнамские войска вторглись в Чампу. К Вьетнаму отошла центральная часть страны. Конец истории Чампы.
- 1470—1474 — Англо-ганзейская война[11].
- 1471—1472 — поход войск Бахмани в Телингану (военачальник Малик Хасан). Заняты крепости Варангал, Кондапалли, Раджамандри.
- 1471—1475 — начались Франко-бургундские войны[12].
  - Июнь—сентябрь — французская экспедиция Эдуарда IV[13].
- 1471—1667 (фактически до 1654) — Киев становится центром Киевского воеводства Великого княжества Литовского, а с 1569 года Речи Посполитой[14].
- 7 марта — Сочинская битва между войсками Молдавии и Валахии[15].
- 3 октября — подписан Ле-Кротуасский договор между королём Франции Людовиком XI и герцогом Бургундии Карлом Смелым[16].
- 10 октября — битва при Брункеберге. Сражение в конфликте между Швецией и Данией. Шведы пытались закрепить полученную независимость от датчан и разорвать Кальмарскую унию, заключённую в 1397 году[17].
- Португалия завоёвывает Танжер.
- Лорды Феррары из рода Эсте становятся герцогами Феррары.
- Установление польско-чешской династической унии. Присоединение к Венгрии Моравии и части Силезии.
- Взятие литовским паном католиком Мартином Гаштольтом Киева. Ликвидация Киевского княжества.
- Битва у Саурана. По дороге в Самарканд небольшой отряд Шейбани потерпел сокрушительное поражение возле города Сауран. Сражение возглавил местный правитель Иренджи-султан[18].
- Захват турками острова Эвбея. Взятие Дубровника.
- Захват турками Азов (Азак), после чего она превращена в крепость (см. 1395 год)[19].
- Между 1471 и 1493 — присоединение к государству инков обширных областей на юге (племён кечуа, атакама, диагита — и других).

## Русское государство
Правление: 1462—1505 — Иван III Васильевич
- Московско-новгородская война (1471)[20].
  - Весна — новгородское правительство заключило военный договор о помощи с Казимиром IV, направленное против Москвы[21].
  - Иван III организовывает поход на Великий Новгород. Вместе с ним участвуют в походе татарский царевич Даньяр, а также братья великого князя — Юрий, Андрей Большой, Борис, а также иные русские князья[21].
  - Накануне отъезда великий князь берёт в свою свиту для переговорного процесса известного книжника, дьяка Степана Бородатого, который хорошо знал историю Новгорода и помнил "все их измены давние"[21].
  - 20 июня — Иван III вместе с войском выступает из Москву. В столице оставляет своего сына Иван Ивановича (ставшего формально также великим князем и соправителем брата), брата Андрея Васильевича Меньшого и татарского царевича Муртозу[21].
  - Руса (сов. Старая Русса) разорена московскими войсками[22].
  - 14 июля — в битве на реке Шелони новгородцы разбиты Иваном III[21].
  - 24 июля — Иван III в Русе казнит за измену часть новгородского боярства, представителей "литовской партии"[21].
  - 27 июля — происходит Сражение на Шеленге, где великокняжеские войска во главе с бояриным Василием Фёдоровичем Образцом-Симским и новгородцами, которыми командует служилый князь Василий Васильевич Гребёнка-Шуйский. Разбив новгородцев великокняжеское войско занимает Новгородскую землю "от края до края". Тогда же на помощь Ивану III приходит псковская рать во главе с Василием Фёдоровичем Шуйским[21].
  - Июль — август — Иван III вместе свойском становится в 20 верстах от Новгорода у погоста Коростынь и Береги. Тогда же к нему прибывает новгородское посольство во главе с архиепископом Феофилом с просьбой о мире[21].
  - 11 августа — заключён Коростынский мир между Московским княжеством и Новгородской республикой, согласно которому Василий берёт контрибуцию в 15.500 (по другим данным 16.000 или даже 18.000) "среба Новгородских рублев". По договору В. Новгорд становится вотчиной великого московского князя, а тот для Новгорода — высшей судебной властью. Под власть Москвы перешли владения на Северной Двине, вплоть до устья: Емецк, Мехреньга, Ваймуга, Колмогоры, Подрядин погост, Чухчерема, Великая Курья, Кехта, Соломбала и другие[21][23].
  - Август — Фёдор Давидович Пёстрый приводит новгородцев к крестному целованию великому московскому князю[21].
  - Иван III после взятия В. Новгорода посетил Хутынский монастырь. Поклонившись святому Варлааму, великой князь был удивлён, почему его мощи не были открыты. По преданию, игумен монастыря Нафаил отозвался неведением и тогда великий князь приказал копать могилу и сдвинуть надгробную плиту. Но едва монахи приступили к работе, как из могилы повалил "дым велик и ... стены церковые попалишася".  Великий князь выбежал из собора, бросив свой посох с хрустальным набалдашником, который впоследствии был тщательно сохраняем в обители (вплоть до конца XIX века)[21].
  - 01 сентября — Иван III  торжественно возвратился в Москву, где его встретил митрополит Филипп I с крестным ходом, а ещё раньше, далеко за городом, народ, сын Иван и брат Андрей Меньшой[21].
- 10 сентября — в Москву прибыло посольство из Италии с приглашением присылать московских бояр за невестой великого князя — Софьей Палеолог[21].
- Зима 1471/1472 — Вятские ушкуйники захватили и разграбили Новый Сарай[21]. Уничтожение войсками Большой Орды части судовой рати вятчан на реке Волга под Сараем. Удачный прорыв по Волге под Казанью судовой рати вятчан от ордынских войск[24].
- Пожалованы боярством: Хромой Фёдор Давыдович и Борецкой Дмитрий Исаакович[25].
- На службу к великому князю выехали: дворяне и графы Кушелевы, Селифонтовы, Вышеславцовы и Мартьяновы[26].
- 1471—1474 — Хождение за три моря Афанасия Никитина[27].
  - 1471—1474 — в 1978 году на основе анализа восточных источников, русских материалов и календарных данных историк Леонид Сергеевич Семёнов определил, что Афанасий Никитин находился в Индии (1471-1474), а выехал из русской земли в 1468 году[27].
  - Начало июня — Афанасий Никитин сошёл на берег в индийском порту Чаул. В том же году посетил города Пали, Умри, Джуннар и прибыл в столицу Бахманийского султаната г. Бидар, откуда он совершил поездку в Кулонгир, Гулбаргу и Аланд, затем вернулся в Бидар[27].

## Начало правления
См. также: Список глав государств в 1471 году
- 1471—1483 — Король Англии Эдуард IV Йорк (вторично).
- 1471—1484 — Папа Сикст IV (1414—1484).
- 1471—1516 — Король Чехии Владислав II, сын Казимира Ягеллончика[28].

## Наука и искусство
- Основан Генуэзский университет (англ. Università di Genova) в Италии.[29]

## Родились
- 21 мая — Альбрехт Дюрер, немецкий живописец и график Возрождения («Всадники Апокалипсиса»).

## Скончались
- 14 апреля — Ричард Невилл, 16-й граф Уорик, британский политик и полководец, «делатель королей», один из главных деятелей периода войны Алой и Белой Розы (род. 1428).
- 6 мая — Эдмунд Бофорт, английский аристократ и военачальник, активный участник Войны Алой и Белой Розы, выступавший на стороне Ланкастеров. После сражения под Тьюксбери вероломно схвачен и казнён.
- 24 июля — Дмитрий Исаакович Борецкий, степенной посадник Новгорода. Командующий ополчением в битве на реке Шелони.